# Lista de estações da Queensland Rail
A Queensland Rail mantém e opera mais de 200 estações ferroviárias de passageiros no estado de Queensland, Austrália. Estas estações são servidas por serviços da rede suburbana da empresa (Queensland Rail Citytrain Network) ou serviços de longa distância (Queensland Rail Travel).

## Citytrain network
| Estação               | Linha(s)                                                                                                 | Zona | Instalações                                               | Acessibilidade      |
| --------------------- | --- | ---- | --------------------------------------------------------- | ------------------- |
| Airport Domestic      | Aeroporto                                                                                                | -    | Banheiro Elevador                                         | Acesso independente |
| Airport International | Aeroporto                                                                                                | -    | Banheiro Elevador                                         | Acesso independente |
| Albion                | Aeroporto, Caboolture, Doomben, Shorncliffe, Sunshine Coast                                              | 1    | Banheiro Estacionamento (292 vagas)                       | Acesso assistido    |
| Alderley              | Ferny Grove                                                                                              | 1    | Banheiro Bicicletário Estacionamento (86 vagas)           | Acesso independente |
| Altandi               | Beenleigh, Gold Coast                                                                                    | 2    | Banheiro Bicicletário Elevador Estacionamento (103 vagas) | Acesso independente |
| Ascot                 | Doomben                                                                                                  | 1    | Banheiro Bicicletário                                     | Acesso assistido    |
| Auchenflower          | Ipswich / Rosewood, Springfield                                                                          | 1    | Banheiro Bicicletário Estacionamento (33 vagas)           | Acesso independente |
| Bald Hills            | Caboolture, Redcliffe Peninsula, Sunshine Coast                                                          | 2    | Banheiro Bicicletário Elevador Estacionamento (333 vagas) | Acesso independente |
| Banoon                | Beenleigh, Gold Coast                                                                                    | 2    | Banheiro Bicicletário Elevador Estacionamento (154 vagas) | Acesso independente |
| Banyo                 | Shorncliffe                                                                                              | 2    | Banheiro Bicicletário Estacionamento (27 vagas)           | Acesso assistido    |
| Beenleigh             | Beenleigh, Gold Coast                                                                                    | 3    | Banheiro Bicicletário Estacionamento (433 vagas)          | Acesso independente |
| Beerburrum            | Sunshine Coast                                                                                           | 4    | Banheiro Bicicletário Elevador Estacionamento (22 vagas)  | Acesso independente |
| Beerwah               | Sunshine Coast                                                                                           | 5    | Banheiro Bicicletário Elevador Estacionamento (45 vagas)  | Acesso independente |
| Bethania              | Beenleigh, Gold Coast                                                                                    | 3    | Banheiro Bicicletário Estacionamento (89 vagas)           | Acesso assistido    |
| Bindha                | Shorncliffe                                                                                              | 2    | -                                                         | Acesso limitado     |
| Birkdale              | Cleveland                                                                                                | 2    | Banheiro Bicicletário Estacionamento (118 vagas)          | Acesso independente |
| Boondall              | Shorncliffe                                                                                              | 2    | Banheiro Estacionamento (539 vagas)                       | Acesso independente |
| Booval                | Ipswich / Rosewood                                                                                       | 3    | Banheiro Bicicletário Estacionamento (205 vagas)          | Acesso assistido    |
| Bowen Hills           | Airport, Beenleigh, Caboolture, Cleveland, Doomben, Ferny Grove, Gold Coast, Shorncliffe, Sunshine Coast | 1    | Banheiro Bicicletário Elevador                            | Acesso independente |
| Bray Park             | Caboolture, Redcliffe Peninsula, Sunshine Coast                                                          | 2    | Banheiro Bicicletário Estacionamento (223 vagas)          | Acesso assistido    |
| Bundamba              | Ipswich / Rosewood                                                                                       | 3    | Banheiro Bicicletário Estacionamento (60 vagas)           | Acesso limitado     |
| Buranda               | Cleveland                                                                                                | 1    | Banheiro Estacionamento (25 vagas)                        | Acesso limitado     |
| Burpengary            | Caboolture, Sunshine Coast                                                                               | 3    | Banheiro Bicicletário Estacionamento (511 vagas)          | Acesso assistido    |